# Ham (szympans)

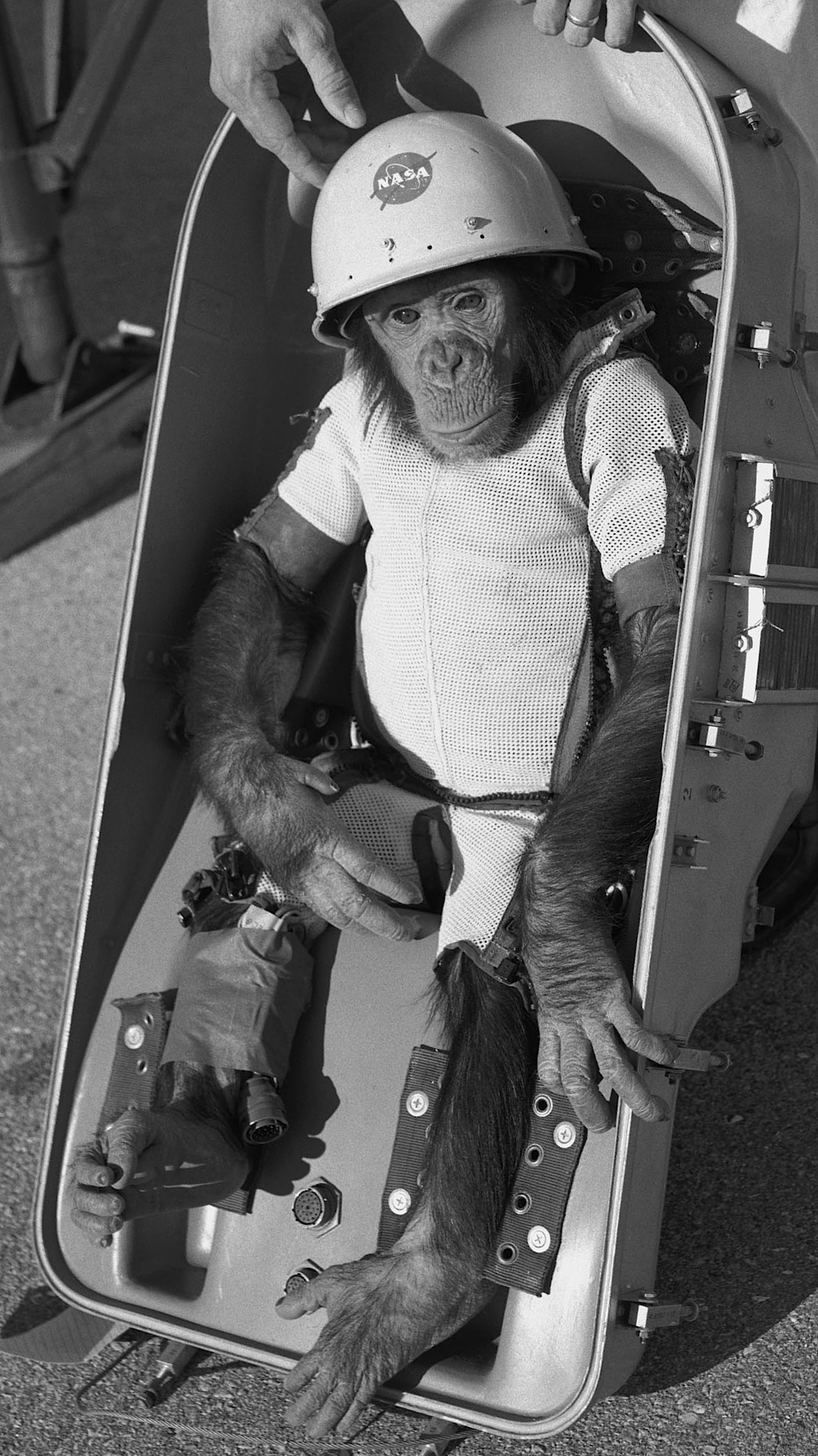
Ham przygotowany do lotu w kosmos

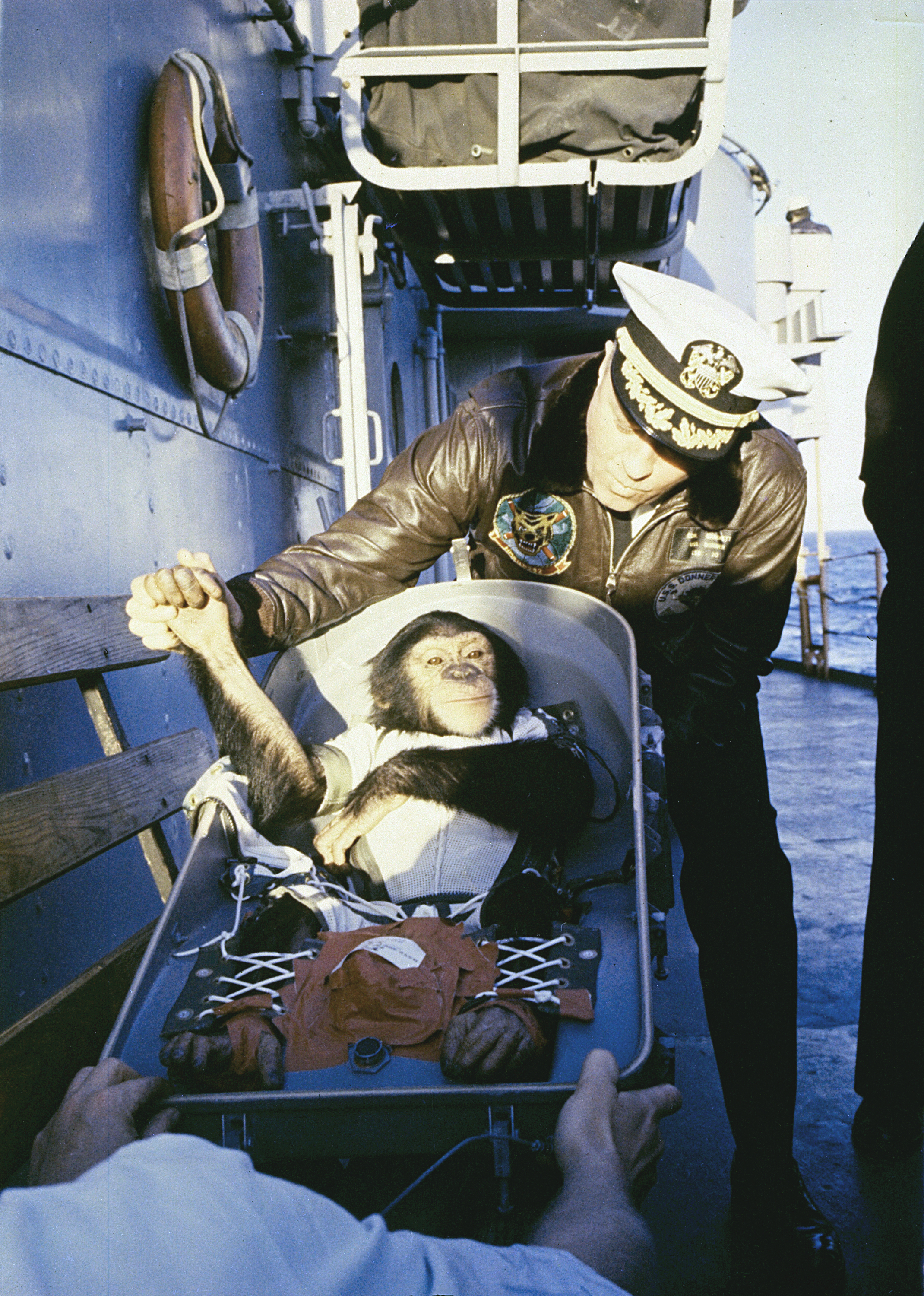
Ham przywitany przez dowódcę załogi krążownika USS Donner po udanym locie w kosmos

Ham (ur. 1956, zm. 19 stycznia 1983) – szympans, jeden z pierwszych naczelnych wysłanych w kosmos w ramach programu Mercury. Imię to jest akronimem od Holloman Aerospace Medical Center (Centrum Medycyny Kosmicznej w Holloman), w którym był przygotowywany do lotu w kosmos.
Ham urodził się w 1956 w Kamerunie, skąd został zabrany przez kłusowników do Miami. W 1959 wykupiły go Siły Powietrzne Stanów Zjednoczonych i przywiozły do bazy Holloman.
31 stycznia 1961 Ham został wystrzelony w kosmos na pokładzie pojazdu Mercury-Redstone 2 z przylądka Canaveral na Florydzie. Był to lot balistyczny. Podczas trwania misji znany był jako Numer 61, jego właściwe imię użyto już po wodowaniu. Start nie przebiegał prawidłowo, gdyż zostały odpalone silniki wieżyczki ratunkowej. Spowodowało to przeciążenie 17 g, przy planowanym 12. Po włączeniu silników hamujących kapsuła weszła atmosferę pod takim samym kątem, pod jakim wystartowała i Numer 61 doświadczył kolejny raz przeciążenia niemal 15 g. Mimo to szympans doskonale zniósł warunki lotu. Misja trwała 16 minut i 39 sekund. Z uwagi na zbyt ostry kąt startu, kapsuła wodowała 211 km od ustalonego miejsca. Wzburzone fale spowodowały przetarcie poszycia poduszek powietrznych i wlanie ponad trzystu sześćdziesięciu litrów wody. Załoga helikoptera marynarki wojennej potrzebowała aż dwóch godzin, żeby odnaleźć kapsułę i przetransportować ją na pokład okrętu ratowniczego.
Wyniki tego lotu pozwoliły na start misji Freedom 7 w maju 1961.
Po udanej misji Ham został przeniesiony do Smithsonian National Zoological Park, gdzie mieszkał przez 17 lat, a potem do ogrodu zoologicznego w Północnej Karolinie. Zmarł 19 stycznia 1983 na atak serca. Jego szczątki (wyłączając szkielet) zostały przewiezione do muzeum w Alamogordo (Nowy Meksyk).
W kulturze popularnej pojawiały się wątki dotyczące Hama i lotu MR-2. W 2008 odbyła się premiera filmu Małpy w kosmosie, który opisuje lot trzech szympansów w przestrzeń kosmiczną (jednym z członków załogi miał być domniemany wnuk Hama).